# أفقا
أفقا هي قرية لبنانية من قرى قضاء كسروان في محافظة جبل لبنان. تبعد 71 كيلومترًا (44 ميلًا) شمال شرق مدينة بيروت في لبنان. ويبلغ متوسط ارتفاعها عن مستوى سطح البحر 1200 متر، وتبلغ مساحة أراضيها الإجمالية 934 هكتارًا. وسكانها أغلبهم من المسلمين الشيعة.
عُرفت في العصور القديمة باسم أفيكا (Apheca او (Afeka، وتفسر الكلمة بمعنى "منبع",  وتقع في سلسلة جبال لبنان على بعد حوالي 20 كيلومترًا من مدينة جبيل القديمة، التي لا تزال قائمة إلى الشرق مباشرة من بلدة قرطبا. وهي موقع لأحد أجمل الشلالات في جبال الشرق الأوسط,  والتي تصب في نهر أدونيس (المعروف اليوم باسم نهر إبراهيم)، والذي يصب بحيرة اليمونة.
بحسب الأساطير اليونانية فإن أدونيس ولد ومات عند سفح شلالات أفقا حيث توجد هناك أنقاض معبد أفروديت أفاكيتيس الشهير. يعزو السير ريتشارد فرانسيس بيرتون والسير جيمس فريزر إنشاء المعبد في أفقا تكريماً لعشتار (عشتاروث). تقع أفقا في موقع مركزي بين بعلبك وجبيل، يشير إلى غروب الشمس عند الانقلاب الصيفي فوق البحر الأبيض المتوسط. من مدينة جبيل رويت أسطورة عن سفينة غامضة وصلت إلى الشاطئ تحتوي على عظام أوزيريس. وظل التابوت عالقا في مستنقع حتى عثرت عليه إيزيس وحملته إلى مصر القديمة.

## التاريخ
تشير سجلات الضرائب العثمانية التي لم تكن تفرق بين المجموعات الإسلامية المختلفة عن بعضها البعض، إلى افقا، أو "افقي"، إلى وجود 20 أسرة مسلمة وستة عزاب في عام 1523م, و38 أسرة مسلمة وخمسة عزاب في عام 1530م, و25 أسرة مسلمة و15 عازبًا في عام 1543م.

## الوصف العياني
الشلال في أفقا هو مصدر نهر أدونيس ويقع على منحدر يبلغ ارتفاعه 600 قدم (180 مترًا) ويشكل مدرجًا طبيعيًا هائلاً. ينبع النهر من كهف كبير من الحجر الجيري في جدار الجرف الذي يقوم بتخزين وتوجيه المياه من الثلوج الذائبة في الجبال قبل جريانها في الينابيع والجداول أسفل منه. وفي أفقا تتدفق من المغارة عدة خيوط مائية لتشكل شلالات عديدة في مشهد غاية الجمال. يحتوي الكهف على أكثر من ميلين (ثلاثة كيلومترات) من الممرات المعروفة داخله.
يقع هنا معبد كبير وقديم كانت تمارس فيه طقوس دعارة مقدسة حتى زمن قسطنطين. يعزو فريزر بنائه إلى أسلاف الملك سينيراس، الذي قيل أنه أسس ملاذًا لأفروديت. وقد أعيد بناؤه على نطاق أوسع في العصر الهلنستي، ثم دمرها الإمبراطور قسطنطين الكبير في القرن الرابع، وأعيد بناؤها جزئيًا على يد إمبراطور القرن الرابع اللاحق يوليان المرتد. تم التخلي عن الموقع أخيرًا في عهد ثيودوسيوس الأول ولا تزال الكتل المحفورة الضخمة وعمود ناعم من جرانيت السيانيت معالم مميزة للموقع وتقع على شرفة تواجه منبع النهر.
كما توجد فيها بقايا قناة رومانية كانت تنقل مياه نهر أدونيس إلى سكان جبيل القدماء.
أقام إدوارد روبنسون وإيلي سميث في الموقع في عام 1852م, ولم يعلقا إلا على "أطلاله عديمة الشكل" وصعوبة نقل عمودين ضخمين من الجرانيت السياني. يصف فريزر قرية أفقا في كتابه الصادر عام 1922 بعنوان الغصن الذهبي بأنها
"..القرية البائسة التي لا تزال تحمل اسم أفقا على رأس مضيق أدونيس المشجر البري والرومانسي. تقع القرية بين بساتين أشجار الجوز النبيلة على حافة لين. على مسافة قصيرة من النهر يندفع من كهف عند سفح مدرج عظيم من المنحدرات الشاهقة ليغوص في سلسلة من الشلالات في أعماق الوادي الفظيعة. كلما نزل للأسفل كلما نمت النباتات بشكل أكثر وأكثر كثافة، والتي تنبت من شقوق الصخور، وتنشر حجابًا أخضر فوق النهر الصاخب أو المتذمر في الهوة الهائلة بالأسفل. هناك شيء لذيذ يكاد يكون مسكرًا في نضارة هذه المياه المتدفقة في عذوبة ونقاء هواء الجبل وفي النباتات الخضراء النابضة بالحياة.

## موطن محتمل لـإيل
حدد مارفن بوب (جامعة ييل) موطن إيل في النصوص الأوغاريتية حوالي العام 1200 قبل الميلاد، الموصوفة بأنها "عند منبع النهرين، وسط ينابيع الواديين"، بالتطابق مع هذا المنبع الشهير لنهر أدونيس واليمونه، وهي بحيرة على الجانب الآخر من الجبل، والذي أكد بوب أنه مرتبط ارتباطًا وثيقًا به في الأسطورة.

## أفقا في الأساطير
في الأساطير اليونانية الكلاسيكية ترتبط أفقا بعبادة أفروديت وأدونيس. وبحسب أسطورة سينيراس فإن ملك قبرص أغوى ابنته ميرا فتحولت إلى شجرة تحمل اسمها. وبعد عدة أشهر انشقت الشجرة وخرج منها الطفل أدونيس. ثم قامت أفروديت بتربيته وأصبحت مفتونة به، مما تسبب في غيرة حبيبها آريز. فأرسل آريس خنزيرًا شريرًا لقتل أدونيس. عند البركة عند سفح شلالات أفقا نزف أدونيس حتى الموت متأثرًا بجرح عميق في الفخذ. يئست أفروديت من موته ومن باب الشفقة عليها سمحت الآلهة لأدونيس بالصعود من عند هاديس لفترة قصيرة كل عام.
في كل ربيع في أفقا تغذي الثلوج الذائبة النهر جالبة معها طينًا محمرًا إلى مجرى النهر من المنحدرات الجبلية شديدة الانحدار. ويمكن رؤية البقعة الحمراء وهي تكبر في النهر وبعيدًا عن البحر الأبيض المتوسط. بحسب الأسطورة هذا هو دم أدونيس الذي يتجدد كل عام وقت وفاته. ويصف لوسيان السميساطي، وهو سوري المولد، كيف دحض رجل محلي من جبيل الأسطورة:
""هذا النهر صديقي وضيفي. يمر في لبنان حيث تكثر الأراضي الحمراء. والرياح العاتية التي تهب بانتظام في تلك الأيام تحمل إلى النهر كمية من التراب بلون قرمزي. فهذه الأرض "تحول النهر إلى اللون الأحمر. وبالتالي فإن تغير لون النهر لا يرجع إلى الدم كما يؤكدون بل إلى طبيعة التربة." "كانت هذه قصة رجل جبيل. ولكن حتى لو افترضنا أنه قال الحقيقة، إلا أنه يبدو لي بالتأكيد أن هناك شيئًا خارقًا للطبيعة في المصادفة المنتظمة للريح ولون النهر."
يصف لوسيان أيضًا ممارسات العبادة التي قام بها البابليون والتي أخبره البعض أنها لا تركز على أدونيس بل على أوزيريس. يكتب أنه أتقن طقوس أدونيس السرية في معبد أفقا وأن السكان المحليين هناك أكدوا أن أسطورة أدونيس كانت حقيقية وحدثت في بلادهم. يصف لوسيان الطقوس التي يتم إجراؤها سنويًا، والتي تتضمن ضرب الصدور والنحيب، و"أداء طقوسهم السرية وسط علامات الحداد في جميع أنحاء الريف. وعندما ينتهون من الحداد والنحيب، فإنهم يضحون في المقام الأول لأدونيس، أما الشخص الذي رحل عن هذه الحياة: بعد ذلك يزعمون أنه حي مرة أخرى، ويرفعون صورته إلى السماء.
وفي الوادي الخصب المحيط بالنهر تتفتح الملايين من شقائق النعمان القرمزية. تُعرف باسم زهور أدونيس، وفقًا للأسطورة فهي تنبثق من دمه التي تسيل وهو يحتضر تحت الأشجار في أفقا، وتعود كل عام تخليدًا للذكرى.
في "مقالته النهائية" في ترجمة ألف ليلة وليلة عام 1885م, يصف بورتون المعبد في أفقا كمكان للحج للطائفة الشيعية، حيث يتم توجيه الوعود إلى السيدة الكبيرة. وفي أوائل القرن العشرين كانت شرائط من القماش الأبيض لا تزال ملتصقة بالتين القديم الذي يظلل المصدر، وكان الشيعة والمسيحيون على حد سواء يجلبون المرضى للشفاء في "دار سعيدة أفقا، أي روح أنثوية بنفس اسم المكان حيث بنى زوجها هذا المعبد. وقُتل على يد وحش مفترس، وبحثت بين الجبال حتى عثرت على جثته المشوهة. ومن الواضح أن هذه رواية معدلة عن أسطورة عشتروت وأدونيس القديمة, " أشار لويس بايلز باتون Lewis B. Paton في عام 1919م لصورة شجرة التين مع الأقمشة. أشار دبليو إف أولبرايت إلى بقاء هذه "القديسة" باعتباره الأكثر بروزًا بين "عدد قليل جدًا من الانعكاسات المباشرة للوثنية في أسماء وأساطير لأولياء في العصر الحديث."

## حرب لبنان 2006م
خلال حرب لبنان عام 2006م, كان جسر أفقا الذي يربط جبل لبنان بوادي البقاع أحد الجسور الخمسة التي دمرتها الطائرات الإسرائيلية.

## روابط خارجية
- رسالة من جيرترود بيل تصف أفقا عام 1900م.
- خريطة لبنان والإحداثيات الجغرافية لافقا.
- أفقا على موقع www.geographic.org
- كهف أفقا على خرائط جوجل ثلاثية الأبعاد.